# Виндзор, Барбара
Дама Ба́рбара Ви́ндзор (англ. Barbara Windsor; 6 августа 1937, Шордитч, Большой Лондон — 10 декабря 2020, Лондон) — английская актриса театра, кино и телевидения. Дама-Командор Ордена Британской империи. Зрителю наиболее известна по ролям в серии фильмов «Так держать…» и в мыльной опере «Жители Ист-Энда».

## Биография
Барбара Энн Дикс (настоящее имя актрисы) родилась 6 августа 1937 года в районе Шордитч, боро Хакни, Лондон. Отец — Чарли Эллис Дикс, работал в доках, мать — Роуз Эллис, портниха. По отцовской линии: дед — Джек Дикс, был костермонгером, бабушка — «Толстая Нэн», в молодости была актрисой театра «Британниа», а затем работала на заводе. Прабабушка Барбары, Эмили Эвин, владела несколькими пабами. Корни материнской линии Барбары находятся в ирландском Корке, её предки прибыли в Англию между 1846 и 1851 годами, спасаясь от голода. Барбара была единственным ребёнком в семье. Сдав экзамен «11+», поступила в старшую школу англ. Our Lady's Convent RC High School, затем в Театральную школу Эйды Фостер, и уже в 1952 году, в возрасте 15 лет, Барбара впервые появилась на подмостках театров Вест-Энда, где она пела в хоре мюзикла Love From Judy. Два года спустя 17-летняя Барбара дебютировала на киноэкране: она исполнила роль безымянной школьницы в фильме «Красотки из Сент-Триниан». На съёмках этого, первого в своей карьере, фильма Барбара познакомилась с актрисой Джоан Симс, которая была на семь лет старше и уже имела в своём актёрском багаже несколько фильмов. Женщины много снимались вместе и дружили всю жизнь до самой смерти Симс в 2001 году: их объединяло нежелание заводить детей и чересчур строгие родители. Когда обедневшая Симс умерла в маленькой съёмной квартире, именно Виндзор добилась возможности установить памятную табличку на дом на Такери-стрит в Кенсингтоне, где последние годы жила и умерла её подруга. Впервые на телеэкранах Барбара появилась в 1961 году, снявшись в одном эпизоде сериала-антологии «Театр в кресле».
В июле 2012 года Барбара стала меценатом Фонда Эми Уайнхаус, с которой, как выяснилось после смерти Эми, её связывала «тайная дружба».
Политически поддерживала Консервативную партию.
В апреле 2014 года у актрисы был диагностирована болезнь Альцгеймера, о чём широкой общественности было объявлено в мае 2018 года. В августе 2019 года она с мужем стали послами «Общества Альцгеймера». В августе 2020 года Виндзор переехала в дом престарелых в Лондоне, где она и скончалась 10 декабря того же года.

### «Так держать…»
С 1964 по 1974 год Барбара Виндзор снялась в девяти полнометражных кинофильмах серии «Так держать…» (другой перевод «Держись…»), где она играла «девушек хороших времён». Кроме того, она появлялась в той же роли в различных телевизионных адаптациях и компиляциях фильмов этой серии до 1979 года, а с 1973 по 1975 год участвовала в театральном ревю «Так держать, Лондон!» в театрах Вест-Энда, где когда-то начала свою карьеру. В 1975 году Виндзор совершила турне по Великобритании, Новой Зеландии и ЮАР с собственным шоу «Так держать, Барбара!», в результате этого она многие годы ассоциировалась у зрителей только с фильмами этой серии, что принесло ей некоторые трудности в подборе других ролей.

### «Жители Ист-Энда»
Продюсеры, запустившие в 1985 году телесериал «Жители Ист-Энда», заявили, что хотят видеть в ролях только неизвестных актёров. Именно поэтому Виндзор было отказано, хотя она, как уроженка Ист-Энда, очень хотела сняться в этой мыльной опере. В 1994 году политика сериала была изменена, и Барбара наконец-то смогла получить роль в «Жителях…» Её персонажем стала Пегги Митчелл (в 1991 году в нескольких эпизодах её сыграла актриса Джо Уэрн), хозяйка паба. Этот персонаж стал одним из основных, и Виндзор исправно играла свою героиню на протяжении девяти лет, до 2003 года. С 2003 по 2005 года Виндзор тяжело болела (вирус Эпштейна — Барр), поэтому за два этих года Пегги появилась в сериале всего два раза в сентябре 2004 года, когда у актрисы было улучшение. В 2005 году, сразу после полного выздоровления, Барбара вернулась в сериал. В октябре 2009 года она заявила, что покидает сериал в сентябре 2010 года, так как хочет больше времени уделять мужу. Виндзор сдержала своё слово: в эпизоде от 10 сентября 2010 года паб «Королева Виктория» на Площади Альберта сгорел, и его многолетняя хозяйка Пегги Митчелл исчезла из сериала. Тем не менее Виндзор ещё дважды мимолётом появлялась в сериале в роли своей героини: один раз в сентябре 2013 года и один раз в сентябре 2014. Также она обещала ещё один раз появиться в «Жителях…» в 2015 году в честь 30-летия сериала.
В июле 2006 года в эфир вышел эпизод «Армия призраков» телесериала «Доктор Кто». Там присутствует маленькая сценка, в которой Пегги Митчелл выгоняет призрака Дэна Уоттса (которого заменили на призрака из «Доктора Кто») из своего паба.

### Личная жизнь
Барбара Виндзор была замужем трижды:
1. Ронни Найт, член преступной группировки Близнецов Крэй — со 2 марта 1964 года по январь 1985 года. Развод.
2. Стивен Холлингс, актёр — с 12 апреля 1986 по 1995 год. Свадьба состоялась на Ямайке. Развод. Стивен младше своей супруги на 20 лет[16].
3. Скотт Митчелл, бывший актёр и консультант по вербовке — с 8 апреля 2000 года по 10 декабря 2020 года (смерть жены). Скотт был младше своей супруги на 26 лет[17].

Известно, что до своего первого замужества у Виндзор был разовый секс с известным преступником Реджи Крэем. В 1960-х годах она некоторое время состояла в отношениях с известным футболистом Джорджем Бестом. Также Виндзор никогда не скрывала своих любовных отношений с актёром Сидом Джеймсом и музыкантом Морисом Гиббом.
В своей автобиографии «Всё обо мне: Моя необычная жизнь» (2000) Виндзор рассказывает о своих пяти абортах, причём первые три она сделала в возрасте до 21 года, а пятый — когда ей было 42. Она признаётся, что никогда не хотела иметь детей, списывая это на психологические последствия плохих отношений с отцом. Далее в той же книге она утверждает, что всего у неё было более ста любовников.

## Избранные работы

### Театр
С 1952 по 2011 года Барбара Виндзор появилась более чем в полусотне постановок. Наиболее известные:
- 1965 — О, что за чудесная война![англ.] / Oh, What a Lovely War! — второстепенные персонажи (Бродвей)
- 1965 — англ. Twang!! — Делфина («Дворец»[англ.] и «Шафтсбери»[англ.], реж. Джоан Литлвуд)
- 1972 — Трёхгрошовая опера / The Threepenny Opera (Вест-Энд, реж. Тони Ричардсон)
- 1975 — Двенадцатая ночь / Twelfth Night — Мария, фрейлина («Чичестер Фестивал»[англ.])
- 1981 — Развлекая мистера Слоуна[англ.] / Entertaining Mr Sloane — Кэт, домовладелица-нимфоманка («Лирик»[англ.], реж. Кеннет Уильямс[англ.]). В 1993 году — тур по стране.

### Широкий экран
- 1954 — Красотки из Сент-Триниан[англ.] / The Belles of St Trinian’s — школьница (в титрах не указана)
- 1959 — ? / англ. Make Mine a Million — оператор пульта управления
- 1960 — Слишком рискованно[англ.] (Легко обжечься) / Too Hot to Handle — «Хвостик пони»
- 1961 — Пламя на улицах[англ.] / Flame in the Streets — подружка (в титрах не указана)
- 1961 — Мошенники[англ.] / On the Fiddle — Мэвис
- 1963 — Воробьи не поют[англ.] / Sparrers Can’t Sing — Мэгги Гудинг
- 1964 — Так держать, шпион[англ.] / Carry on Spying — Дафна Ханибатт, секретный агент
- 1964 — Мошенники в монастыре[англ.] / Crooks in Cloisters — Бикини
- 1965 — Шерлок Холмс: Этюд в кошмарных тонах[англ.] (Изучение террора) / A Study in Terror — Энни Чапмен[англ.], жертва Джека-потрошителя
- 1967 — Так держать, доктор[англ.] / Carry On Doctor — медсестра Сандра Мэй
- 1968 — Пиф-паф ой-ой-ой[англ.] / Chitty Chitty Bang Bang — блондинка
- 1969 — Так держать… Кемпинг[англ.] / Carry On Camping — Бэбс
- 1969 — Так держать опять, доктор[англ.] / Carry On Again Doctor — Голди Локс, она же Мод Боггинс, фотомодель
- 1971 — Так держать, Генрих[англ.] / Carry On Henry — Беттина
- 1971 — Приятель / The Boy Friend — Рози / Гортензия
- 1972 — Так держать, медсестра[англ.] / Carry On Matron — медсестра Сьюзан Болл
- 1972 — Так держать… За границей[англ.] / Carry On Abroad — Сэди Томкинс
- 1973 — Не сейчас, милый[англ.] / Not Now, Darling — Сью Лоусон
- 1973 — Так держать, девочки[англ.] / Carry On Girls — Хоуп Спрингс
- 1974 — Так держать, Дик[англ.] / Carry On Dick — Гарриет
- 1986 — Товарищи[англ.] / Comrades — миссис Уэтем
- 1987 — Это не могло случиться здесь[англ.] / It Couldn’t Happen Here — домовладелица на побережье / мать Нила
- 2010 — Алиса в Стране чудес / Alice in Wonderland — Соня
- 2016 — Алиса в Зазеркалье / Alice in Wonderland: Through the Looking Glass — Соня

### Телевидение
- 1961—1963 — Торговля Рэга[англ.] / The Rag Trade — Глория (в 15 эпизодах)
- 1964, 1968, 1970 — Театр комедии[англ.] / Comedy Playhouse — разные роли (в 3 эпизодах)
- 1975 — Продолжаем смеяться[англ.] / Carry On Laughing — разные роли (в 8 эпизодах)
- 1980 — Ворцель Гаммидж[англ.] / Worzel Gummidge — Со́си Нэнси (в 4 эпизодах)
- 1989 — Норберт Смит: Жизнь[англ.] / Norbert Smith: A Life — лидер «Женщин Гринема»
- 1994—2010, 2013, 2014 — Жители Ист-Энда / EastEnders — Пегги Митчелл[англ.] (в 1552 эпизодах)
- 2006 — Доктор Кто / Doctor Who — Пегги Митчелл[англ.] (в эпизоде «Армия призраков»)

### Прочие работы
- 2010 — Алиса в Стране чудес (компьютерная игра) — Соня (озвучивание)

## Награды, номинации, признание
- 1964 — BAFTA в категории «Лучшая британская актриса» за роль в фильме «Воробьи не поют»[англ.] — номинация.
- 1965[англ.] — «Тони» в категории «Лучшая актриса второго плана в мюзикле» за роль в мюзикле «О, что за чудесная война!»[англ.] — номинация.
- 1999 — Британская «мыльная» награда[англ.] в категории «Лучшая актриса» за роль в мыльной опере «Жители Ист-Энда» — победа[6].
- 1999 — Британская «мыльная» награда в категории «Лучшее драматическое выступление» за роль в мыльной опере «Жители Ист-Энда» — номинация.
- 2000[англ.] — Орден Британской империи[6].
- 2000 — Восковая фигура в музее мадам Тюссо — первая звезда мыльной оперы, удостоенная такой чести[6].
- 2006 — Британская «мыльная» награда в категории «Лучшая сюжетная линия» за роль в мыльной опере «Жители Ист-Энда» — номинация.
- 2009 — Британская «мыльная» награда в категории «Пожизненная награда за достижения» за роль в мыльной опере «Жители Ист-Энда»[21].
- 2010 — почётное признание «Свобода города» от Лондона[22].
- 2010 — увековечена на памятной табличке при посадке деревьев в Вестминстере (Лондон)[23].
- 2014 — степень «Почётный доктор» от Университета Восточного Лондона[24].